# Insomnio familiar letal
El insomnio familiar fatal es una enfermedad hereditaria muy rara que se incluye dentro del grupo de enfermedades causadas por priones. Es de herencia autosómica dominante y está originada por una mutación en el codón 178 del gen PRNP situado en el cromosoma 20 humano (20p13). La mutación ocasiona la producción anómala de PRPsc (proteína prion), derivado alterado de una proteína cerebral que existe en todas las personas. La acumulación de esta proteína priónica o prion, provoca una degeneración cerebral que afecta especialmente al área del tálamo y provoca insomnio persistente, deterioro de memoria, dificultad para moverse (ataxia), mioclonias, pérdida de peso y otros síntomas. La enfermedad se agrava progresivamente, entrando finalmente los pacientes en estado de coma. Aproximadamente la mitad de los casos declarados en todo el mundo se detectan en cuatro zonas de España: Navarra, País Vasco (incluyendo Treviño), Murcia y en la Sierra de Segura en Jaén donde existe una prevalencia más alta del gen anómalo por agregación familiar. La enfermedad es progresiva y no existe ningún tratamiento curativo.

## Historia
En el año 1986 se describieron los dos primeros casos, en la autopsia se comprobó la existencia de atrofia selectiva de los núcleos del tálamo en el cerebro. Se le dio el nombre actual a la afección.

## Epidemiología
En 1998 se conocían únicamente 25 familias en todo el mundo que incluyeran en su ADN el gen mutado: 7 alemanas, 5 italianas, 4 estadounidenses, 2 francesas, 2 australianas, 1 británica, 1 japonesa y 1 austríaca. En 2011 se añadió otra familia a la lista procedente de los Países Bajos, pero con antepasados naturales de Egipto. En 2005 se detectaron 24 casos en España procedentes de 14 familias, las más prevalentes siendo "Rosell", "Rodríguez" y "García" de tres comunidades autónomas de este país: Navarra, el País Vasco, y Murcia. En los últimos años se han detectado varios casos en la provincia de Jaén.

## Síntomas
Afecta a ambos sexos y suele aparecer en la edad adulta. Los síntomas principales consisten en insomnio persistente, pérdida de peso, dificultad para hablar, alteraciones del sistema vegetativo, incluyendo sudoración excesiva (hiperhidrosis), fiebre y taquicardia. Existe también dificultad para caminar (ataxia), déficit cognitivo y de las capacidades intelectuales como la memoria y síntomas psiquiátricos, entre ellos alucinaciones, ansiedad y procesos depresivos.
También se ha observado la existencia de alteraciones de la visión y movimientos involuntarios (mioclonias). La evolución es progresiva durante un periodo variable de entre 6 y 48 meses, entrando finalmente los pacientes en estado de coma.

## Fisiopatología
El sueño pasa por dos etapas: no MOR y MOR (Movimiento Ocular Rápido). El sueño no MOR se divide en cuatro etapas, siendo la cuarta una etapa de descanso total, relajación muscular y baja tasa metabólica. La etapa MOR está relacionada con el sueño, la ensoñación y un umbral elevado de alerta. Las diferentes funciones en las etapas del sueño están determinadas por varios núcleos cerebrales, los cuales dependen de su coordinación para un buen funcionamiento. Pero para poder dormir se debe inhibir el sistema reticular ascendente, una formación de la sustancia gris ubicada en la protuberancia del tronco cerebral, que mantiene al cerebro en vigilia. La inhibición está dada por el trabajo del sistema reticular descendente. En una persona con insomnio familiar letal el sistema reticular descendente desaparece. Es por esto que el estado de alerta es permanente en el paciente afectado.

## Tratamiento
Actualmente no existe tratamiento curativo para la enfermedad. Los medicamentos comunes para tratar la alteración del sueño no son efectivos.

## Enfermedades similares
El insomnio familiar letal y el síndrome de Gerstmann-Sträussler-Scheinker son enfermedades hereditarias muy raras provocadas por priones, solo se han descrito en unas cuantas familias de todo el mundo. Existen por otra parte diferentes enfermedades causadas por priones que no son hereditarias, sino transmisibles, entre ellas la enfermedad de Creutzfeldt-Jakob y el Kuru.